# USS Stag (AW-1)
USS Stag (AW-1) – amerykański okręt pomocniczy z okresu II wojny światowej. Pełnił służbę w United States Navy jako destylarnia wody. 
Jego stępkę położono 13 listopada 1943 jako SS „Norman O. Pedrick” (MC hull 1932) – zbiornikowiec typu Z-ET1-S-C3. Kontrakt rozpisany przez Maritime Commission wygrała Delta Shipbuilding Company z Nowego Orleanu. Został zwodowany 7 stycznia 1944. Nabyty przez Marynarkę 16 lutego 1944 został tego samego dnia wcielony do służby pod nazwą USS „Stag” (IX-128). Pierwszym dowódcą został porucznik Emery A. Winckler.
Okręt został przerobiony ze zbiornikowca na jednostkę wyposażoną w sprzęt destylujący w Tampa Shipbuilding Company. Po przemianowaniu na USS Stag (AW-1) – data nieznana – okręt przeszedł próby morskie koło Galveston 7 sierpnia. Dwanaście dni później wyszedł z portu w kierunku Kanału Panamskiego. Odbył 32 dniową podróż do Nowej Gwinei, gdzie następnie służył. 22 listopada wyruszył z konwojem na Filipiny. Tam służył do połowy maja 1945. Do końca wojny na Pacyfiku.
Wycofany ze służby w Norfolk 30 kwietnia, skreślony z listy floty 8 maja 1946. Przeniesiony do rezerwy. Przemianowany na SS „Norman O. Pedrick”. 
Złomowany w 1970 w Burriana, w Hiszpanii.